# Psammolaophonte spinicauda
Psammolaophonte spinicauda är en kräftdjursart som beskrevs av Wells 1967. Psammolaophonte spinicauda ingår i släktet Psammolaophonte och familjen Laophontidae. Inga underarter finns listade i Catalogue of Life.